# Flugdeck

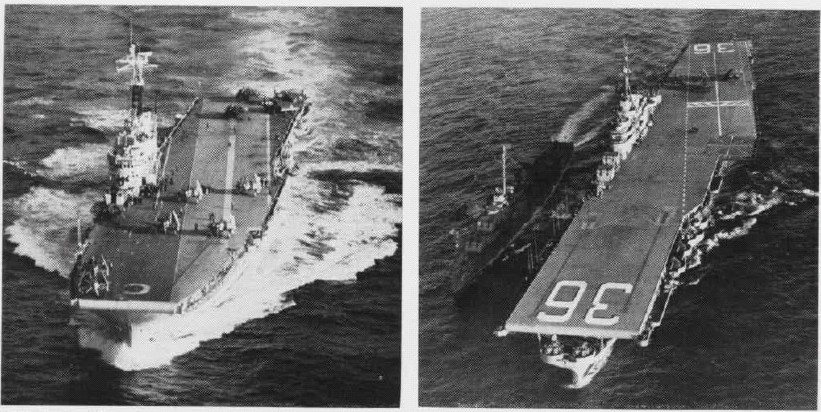
Schräglandedecks der Centaur und der Antietam, 1955

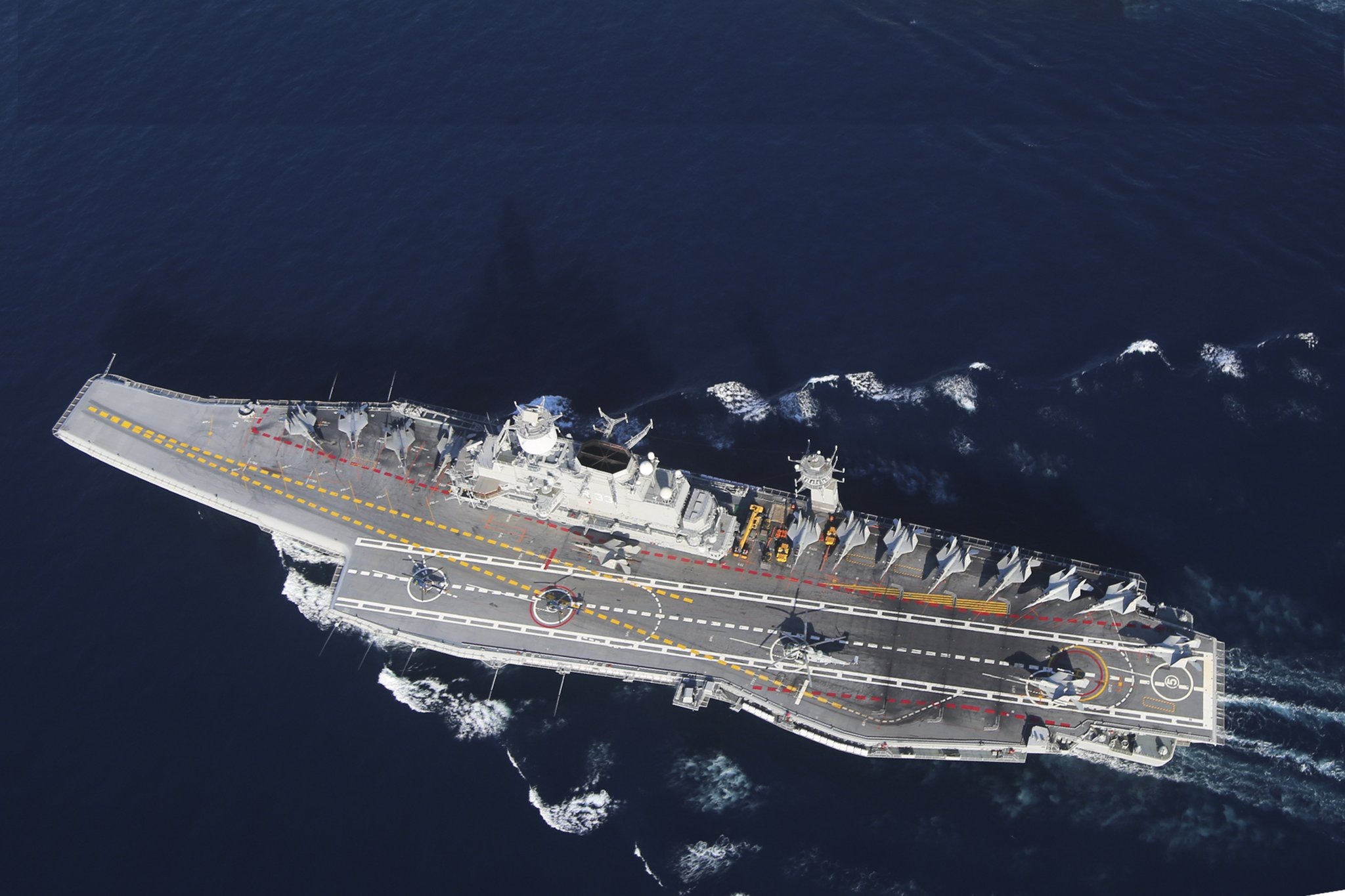
Flugzeuge auf dem Flugdeck der Vikramaditya

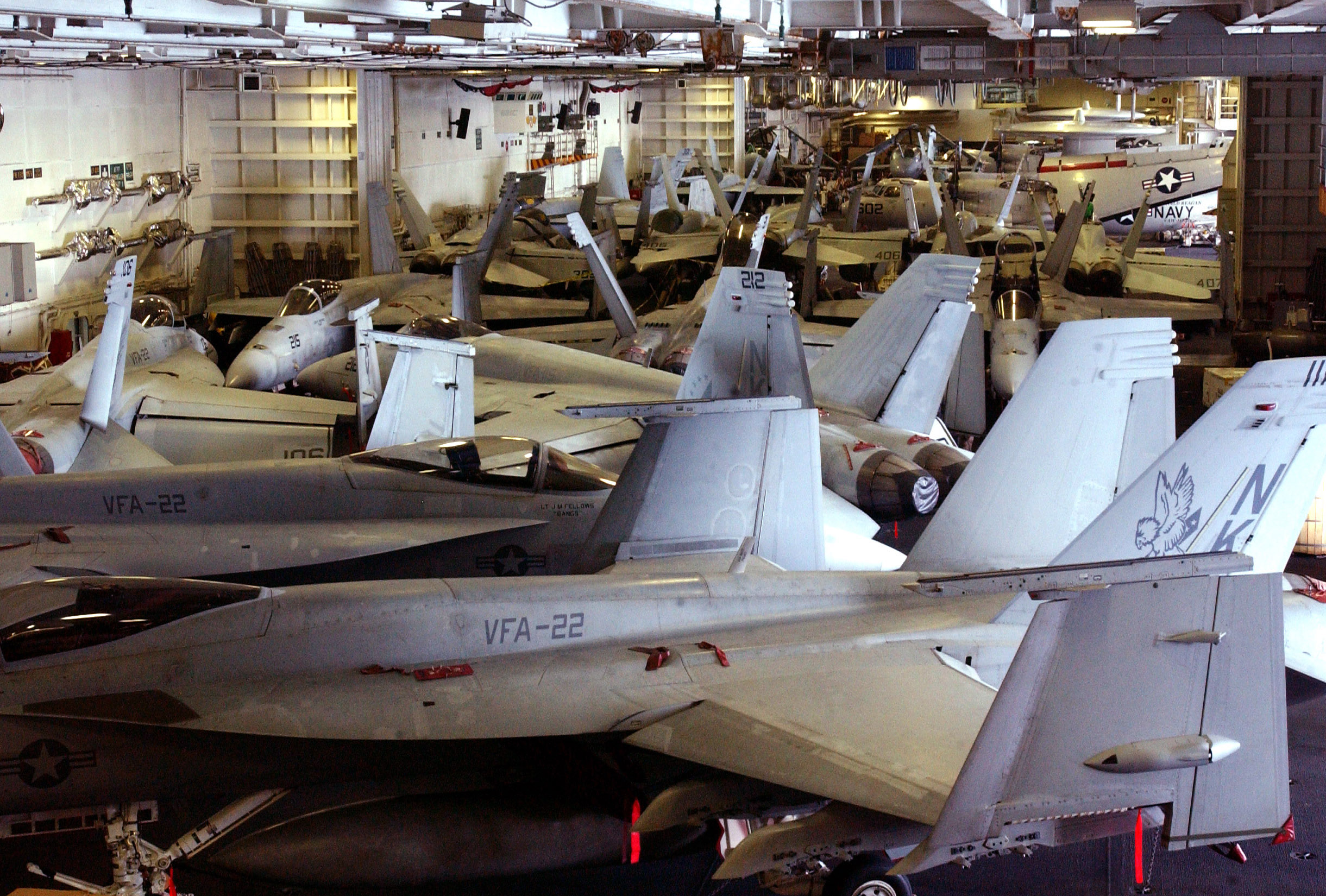
Hangar der Ronald Reagan

Ein Flugdeck ist die meist flache Oberseite eines Flugzeugträgers, auf dem Flugzeuge starten und landen können. Man spricht aber auch auf kleineren Schiffen, z. B. Fregatten, falls sie mit Hubschrauberlandeplattformen ausgestattet sind, ebenfalls von einem Flugdeck.
Bei den ersten Flugzeugträgern bestand das Flugdeck aus einer langen, aus Holz gefertigten Ebene, die auf den Rumpf eines Schiffs aufgesetzt war. Später wurde das Flugdeck Teil des Rumpfs und dann aus Stahl gefertigt.
Bei vielen Flugzeugträgern sind mehrere Katapulte in das Flugdeck eingelassen, um ein Flugzeug beim Start zusätzlich zu beschleunigen. Über das Flugdeck sind Fangseile gespannt, mit deren Hilfe das Flugzeug bei der Landung schnell abgebremst wird. Ohne diese Hilfsmittel kommen Flugzeugträger aus, die für Hubschrauber und senkrechtstartende Flugzeuge konzipiert sind. Bei manchen Trägern ist für den Start eine Art Sprungschanze ins Flugdeck integriert.
Bei großen Flugzeugträgern ist die Landebahn heute schräg zum Schiffsrumpf gebaut, bei den US-Trägern ist das Winkeldeck um 9° nach backbord ausgerichtet. Dadurch können dort Flugzeuge landen, während gleichzeitig andere Flugzeuge vom vorderen Bereich des Decks starten.
Von Glattdeckträgern abgesehen, erhebt sich über dem Flugdeck eine „Insel“ genannte Struktur, in der sich neben der Brücke des Schiffs die Flugdeck-Überwachung, Radar-Systeme und Ähnliches befinden. Auch auf kleineren Schiffen gibt es üblicherweise in den Aufbauten eine nach hinten zum Flugdeck ausgerichtete Station, von der aus anfliegende Hubschrauber eingewiesen werden.
Über Aufzüge ist das Flugdeck mit dem Hangardeck verbunden, das den Raum unter dem Flugdeck einnimmt. Im Hangar werden die Flugzeuge gewartet, repariert und geparkt, wenn sie nicht auf dem Flugdeck bleiben können. Außerdem werden auf diesen Decks logistische Aufgaben durchgeführt, beispielsweise das Vorbereiten der Waffen für die Flugzeuge. Der Hangar auf Schiffen mit Hubschrauberlandeplattform schließt sich meistens bugwärts vom Flugdeck an.